# Benedykt Hirszowicz

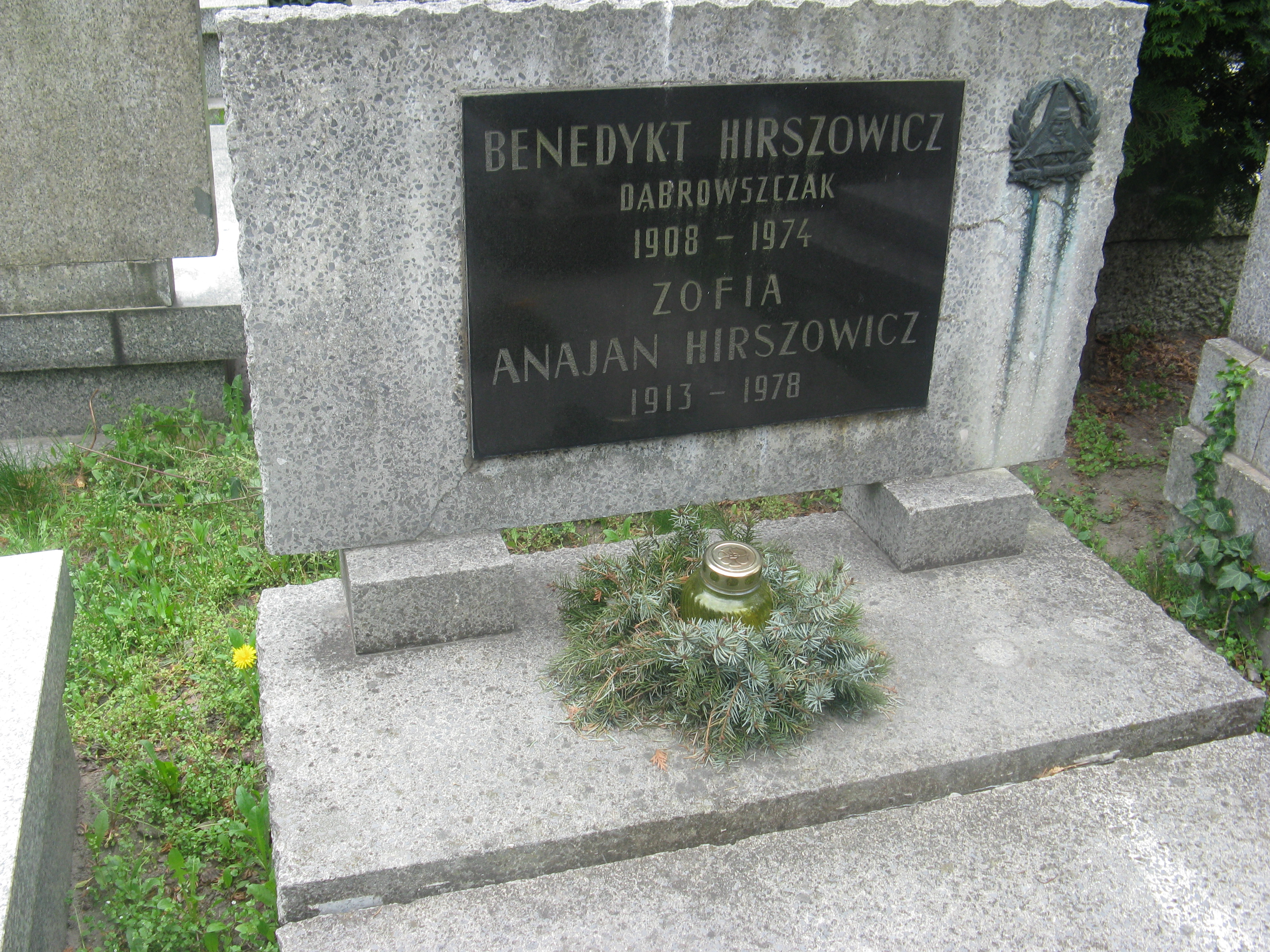
Grób Benedykta Hirszowicza na Cmentarzu Wojskowym na Powązkach

Benedykt Hirszowicz (właśc. Bencjon Hirszowicz) pseud. Beniek (ur. 10 października 1908 w Warszawie, zm. 23 października 1974 w Erywaniu) – działacz komunistyczny, podpułkownik WP, uczestnik wojny domowej w Hiszpanii, członek Prezydium Zarządu Głównego (ZG) ZPP, kierownik Wydziału Organizacyjnego ZPP.

## Życiorys
Był synem żydowskiego kupca Arona (Arnolda). Podczas nauki w gimnazjum był członkiem Związku Młodzieży Socjalistycznej (ZMS). W latach 1928–1930 studiował prawo na Uniwersytecie Jagiellońskim, równocześnie od 1928 działając w Związku Młodzieży Komunistycznej (ZMK) (późniejszym KZMP). Od 1930 członek Komitetu Dzielnicowego (KD) KZMP Mokotów, w sierpniu 1930 uczestniczył w demonstracji, za co został aresztowany i osadzony na Pawiaku (do grudnia 1930). Po zwolnieniu udał się do Francji, gdzie przebywał nielegalnie i działał w Paryskim Komitecie Sekcji Polskiej FPK. W 1932 wydalony z Francji, przeniósł się do Czechosłowacji, gdzie niedługo potem został aresztowany. Wyjechał do Niemiec unikając deportacji do Polski i podjął działalność w kierownictwie Sekcji Polskiej KPD w Berlinie. Po objęciu władzy przez nazistów władze KPP poleciły mu ponownie udać się do Francji, gdzie od lipca 1933 pracował w kierownictwie Sekcji Polskiej Okręgu Paryskiego FPK. III 1936 za nielegalny pobyt został aresztowany i uwięziony do VII 1936. 10 X 1936 w związku z wojną domową w Hiszpanii wyjechał tam, wstąpił do KPH i do Batalionu im. J. Dąbrowskiego, w którego szeregach walczył pod Madrytem (7–25 XI 1936) i pod Guadalajarą (8–22 III 1937), gdzie został ranny, po czym odesłany do szpitala w Murcji. Podczas leczenia był w szpitalu komisarzem politycznym w stopniu kapitana. XII 1937 z powodu odniesionych ran i niezdolności do służby liniowej wrócił do Francji, gdzie działał w Komitecie Pomocy Hiszpanii do stycznia 1939, gdy ponownie go aresztowano za nielegalny pobyt i skazano na 6 miesięcy więzienia. Po zwolnieniu, IX 1939 wraz z transportem rannych udał się do ZSRR, gdzie od IX 1940 studiował w moskiewskim Instytucie Pedagogicznym Języków Obcych. W grudniu 1941 w związku ze zbliżaniem się wojsk niemieckich do Moskwy został ewakuowany do Samarkandy, gdzie był kierownikiem bazy aptecznej.
Od VIII 1943 pracownik Zarządu Obwodowego ZPP, członek i przedstawiciel ZG ZPP w Sowieckiej Organizacji Pomocy Polakom. W 1944 wezwany do pracy w ZG ZPP w Moskwie, X 1944 został zastępcą kierownika, a III 1946 kierownikiem Wydziału Organizacyjnego ZPP i członkiem Prezydium ZG ZPP do jego likwidacji w lipcu 1946. W 1944 wstąpił do PPR, od I 1947 zastępca szefa Polskiej Misji Repatriacyjnej przy Ambasadzie RP w Moskwie. 10 XII 1948 wrócił do kraju i został oficerem zawodowym WP w stopniu majora. Zastępca szefa wydziału Sztabu Generalnego WP, od III 1950 zastępca, a od IV 1951 attaché wojskowy w Polskiej Misji Wojskowej w Berlinie XII 1952 odwołany do kraju, a IV 1953 przeniesiony do rezerwy w stopniu podpułkownika. Następnie pracował w Polskich Wydawnictwach Gospodarczych, gdzie był zastępcą redaktora naczelnego i p.o. redaktora naczelnego „Życia Gospodarczego”, od IV 1954 zastępca redaktora naczelnego ds. książek, od I 1958 redaktor naczelny pionu czasopism. Od XI 1958 do emerytury w 1972 sekretarz Wydawnictwa. Członek (przez kilka kadencji) egzekutywy POP PZPR w Wydawnictwie i członek Komisji Wydawniczej KD PZPR Śródmieście.
Odznaczony m.in. Orderem Sztandaru Pracy II klasy i Orderem Krzyża Grunwaldu III klasy. Pochowany na wojskowych Powązkach (kwatera CII28-14-6).